# Jyväskylän maalaiskunta
Jyväskylän maalaiskunta (in svedese Jyväskylä landskommun), ufficialmente abbreviato in Jyväskylän mlk, è stato un comune finlandese di 35 479 abitanti, situato nella regione della Finlandia Centrale. Il comune è confluito in quello di Jyväskylä il 1º gennaio 2009.